# Tachyphyle nepia
Tachyphyle nepia är en fjärilsart som beskrevs av Louis Beethoven Prout 1932. Tachyphyle nepia ingår i släktet Tachyphyle och familjen mätare. Inga underarter finns listade i Catalogue of Life.